# 牛纪刚
牛纪刚（1953年12月—），男，山西沁县人，中国政治人物，曾任福建省人大常委会秘书长。中共十八大代表。

## 生平
1953年12月生于福建省福州市，籍贯山西沁县。1972年8月参加工作。1977年4月加入中国共产党。1996年11月，任福建省公安厅副厅长，福建省禁毒工作领导小组副组长、办公室主任。2002年2月，任中共福州市委常委、福州市公安局局长。2003年12月，任中共福州市委副书记、政法委书记。2006年1月确定为正厅级。2006年7月，任福建省公安厅副厅长（负责常务工作）、党委副书记。
2008年4月22日，获中共福建省委任命为福建省公安厅党委书记。2008年5月15日，在福建省第十一届人大常委会第三次会议获任为福建省公安厅厅长。2009年7月，任福建省人民政府党组成员，福建省公安厅党委书记、厅长。2013年2月1日，当选福建省人大常委会秘书长。
2017年1月22日，福建省十二届人大五次会议第三次全体大会表决通过了牛纪刚鉴于任职年龄原因辞去福建省十二届人大常委会秘书长职务的请求。